# Gnophos reverdini
Gnophos reverdini là một loài bướm đêm trong họ Geometridae.